# Sacramento (California)
Sacramento è una città statunitense, capoluogo dell'omonima contea e capitale dello Stato della California. Secondo il censimento del 2018 la città aveva una popolazione totale di 501 334 abitanti. Fu fondata nel dicembre del 1848 da John Sutter Jr., a partire dal Forte Sutter, fondato dal padre, il capitano John Sutter, nel 1839.
Durante la corsa all'oro Sacramento era un punto di distribuzione, centro agricolo e commerciale, terminale per ferrovie, diligenze, trasporti fluviali, telegrafo, la Pony Express e la First Transcontinental Railroad.
La città ha una superficie di circa 248 km², con una popolazione di 407.018 nel 2000 (la popolazione era di 275.741 nel 1980). Essa si trova alla confluenza del fiume Sacramento e dell'American River nella porzione settentrionale della California Central Valley, conosciuta come valle del Sacramento. Ha un porto con acque profonde collegate tramite un canale alla baia di Suisun. È il centro ferroviario, di spedizione, manifatturiero e commerciale della valle di Sacramento, dove frutta, verdura, riso, farina e latticini vengono prodotti, si alleva il bestiame e l'industria alimentare è una delle principali attività.
La città è dotata di un aeroporto internazionale, che gestisce voli verso il resto degli Stati Uniti e il Messico.
Sacramento è situata circa 137 km a nord-est di San Francisco, sulla Interstate 80, 217 km a sud-ovest di Reno (Nevada) sulla Interstate 80 e 620 km a nord di Los Angeles sulla Interstate 5.

## Geografia fisica

### Territorio
Secondo l'Ufficio del censo degli Stati Uniti la città si estende su un'area di 257 km² (99,2 mi²), dei quali 251,6 km² (97,2 mi²) coperti da terreno e 5,4 km² (2,1 mi²) da acqua. Il 2,10% dell'area totale è composto da acqua.

### Clima
Sacramento ha un clima mediterraneo caratterizzato da inverni miti ed estati secche. L'area ha normalmente un basso tasso di umidità. Piogge leggere sono frequenti tra dicembre e febbraio. La temperatura media annuale è di 16,1 °C (61 °F), con una media giornaliera che va dai 7,8 °C (46 °F) a dicembre e gennaio fino ai 24,4 °C (76 °F) in luglio. Le massime giornaliere sono comprese tra i 11,7 °C (53 °F) in dicembre e gennaio e i 33,9 °C (93 °F) in luglio. Le minime giornaliere vanno dai 3,3 °C (38 °F) ai 14,4 °C (58 °F). Nell'anno si contano mediamente 73 giorni con una massima superiore a 32,2 °C (90 °F), con un picco registrato a 45,5 °C (114 °F) il 17 luglio 1925, e diciotto giorni con temperature sotto gli 0 °C (32 °F), e una minima assoluta registrata l'11 dicembre 1932, a −8,3 °C (17 °F).
Le precipitazioni medie annue ammontano a 442 mm, con una quasi assenza di pioggia nei mesi estivi, e una precipitazione media di 94 mm in gennaio. In media i giorni in cui piove sono 58 all'anno. Nel febbraio del 1992 a Sacramento ci furono sedici giorni consecutivi di pioggia (163 mm). Un record di 184 mm di pioggia si ebbe il 20 aprile 1880.
In media 96 giorni all'anno sono caratterizzati dalla nebbia, generalmente al mattino e principalmente a dicembre e gennaio.
La nevicata record è stata registrata il 4 gennaio 1888, con 90 mm.

## Storia

### La frontiera Persa
Gli indiani Miwok, Shonommey e Maidu vissero in quest'area per migliaia di anni. Contrariamente ai coloni che avrebbero fatto di Sacramento la loro casa, queste popolazioni hanno lasciato poche tracce della loro esistenza. La loro dieta era dominata dalle ghiande, prese dalle numerose querce della regione, e da frutta, bulbi, semi e radici in tutti i periodi dell'anno.
L'esploratore spagnolo Gabriel Moraga scoprì e battezzò la Valle di Sacramento e il fiume Sacramento nel 1806-1808 e li dedicò all'insigne sacramento dell'Eucaristia.

### Dai pionieri alla febbre dell'oro

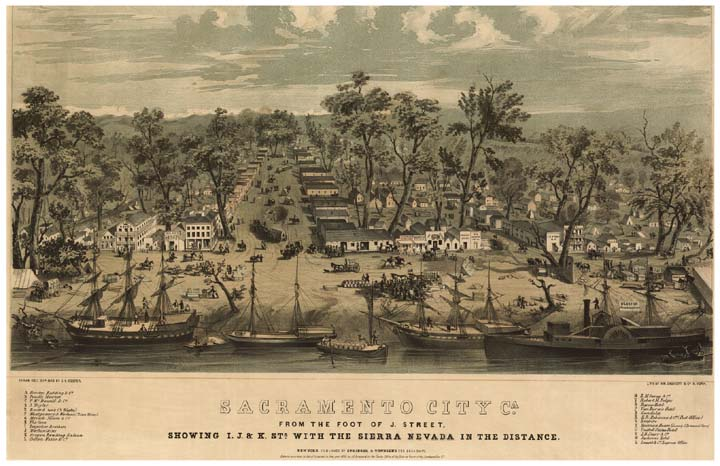
Sacramento, 1849

Il pioniere svizzero John Sutter arrivò nell'area di Sacramento con altri coloni nell'agosto 1839 e fondò la colonia di Fort Sutter, ribattezzata nel 1840 Nueva Helvetia ("nuova Svizzera" in spagnolo). L'oro venne successivamente scoperto a Sutter's Mill (situato vicino a Coloma) nel 1848, con un conseguente aumento della popolazione man mano che i cercatori d'oro arrivavano nella zona. John Sutter Jr. in seguito progettò la città di Sacramento contro i desideri del padre: adottò il nome della città da quello del fiume Sacramento per motivi commerciali e affidò all'ingegnere topografico William H. Warner il compito di progettare la planimetria ufficiale della città; i rapporti tra Sutter padre e il figlio si deteriorarono definitivamente quando Sacramento ottenne un improvviso successo commerciale, provocando il successivo fallimento di Forte Sutter, Sutter's Mill e della città di Sutterville, che erano state fondate da John Sutter padre.
Il nucleo originario progettato da William Warner è situato a est e a sud della zona in cui il fiume American incontra il fiume Sacramento (anche se con il passare del tempo si è esteso notevolmente verso nord, sud ed est). Diverse città e villaggi adiacenti aumentano l'area complessiva della Grande Sacramento.
I cittadini di Sacramento adottarono uno statuto comunale nel 1849, il quale venne riconosciuto dalla legislatura statale nel 1850. Durante i primi anni '50 la valle di Sacramento fu devastata da inondazioni, incendi ed epidemie di colera, ma, nonostante ciò, grazie alla sua posizione (la valle del Mother Lode nella Sierra Nevada), la città appena fondata crebbe rapidamente e la popolazione raggiunse in pochissimo tempo circa 10 000 persone.

### Città capitale
Dopo anni di spostamenti, la legislatura della California nominò Sacramento come sede permanente dello State Capitol nel 1854: simile al Campidoglio di Washington, questo edificio di granito in stile neorinascimentale fu completato soltanto nel 1874. Grazie al suo nuovo status e alla posizione strategica, Sacramento prosperò rapidamente e divenne il terminale orientale del Pony Express e successivamente della First Transcontinental Railroad, che incominciò i lavori di costruzione a Sacramento nel 1863 e venne finanziata dai "Big Four" (Mark Hopkins, Charles Crocker, Collis P. Huntington e Leland Stanford).
Lo stesso fiume che in precedenza aveva portato morte e distruzione fornì un livello crescente di trasporto e commercio. Sia il fiume American sia soprattutto il fiume Sacramento sarebbero stati elementi chiave per il successo economico della città: infatti, la città possedeva il controllo del commercio su questi fiumi e progetti di lavori pubblici vennero finanziati tramite le tasse sui beni scaricati dalle navi e caricati sui vagoni merci nella storica Sacramento Rail Yards.
Nel tentativo di controllare le inondazioni, gli abitanti alzarono il livello della città con del materiale da riporto; quelli che erano i pianoterra dei palazzi divennero gli scantinati. Ora entrambi i fiumi sono usati intensivamente per gli sport acquatici. Il fiume American è interdetto alle barche ed è diventato un'attrazione internazionale per i canoisti. Il fiume Sacramento è frequentato da molti sportivi, che possono fare escursioni giornaliere nelle vicinanze o navigare attraverso il delta fino alla Bay Area e a San Francisco.

### L'era moderna

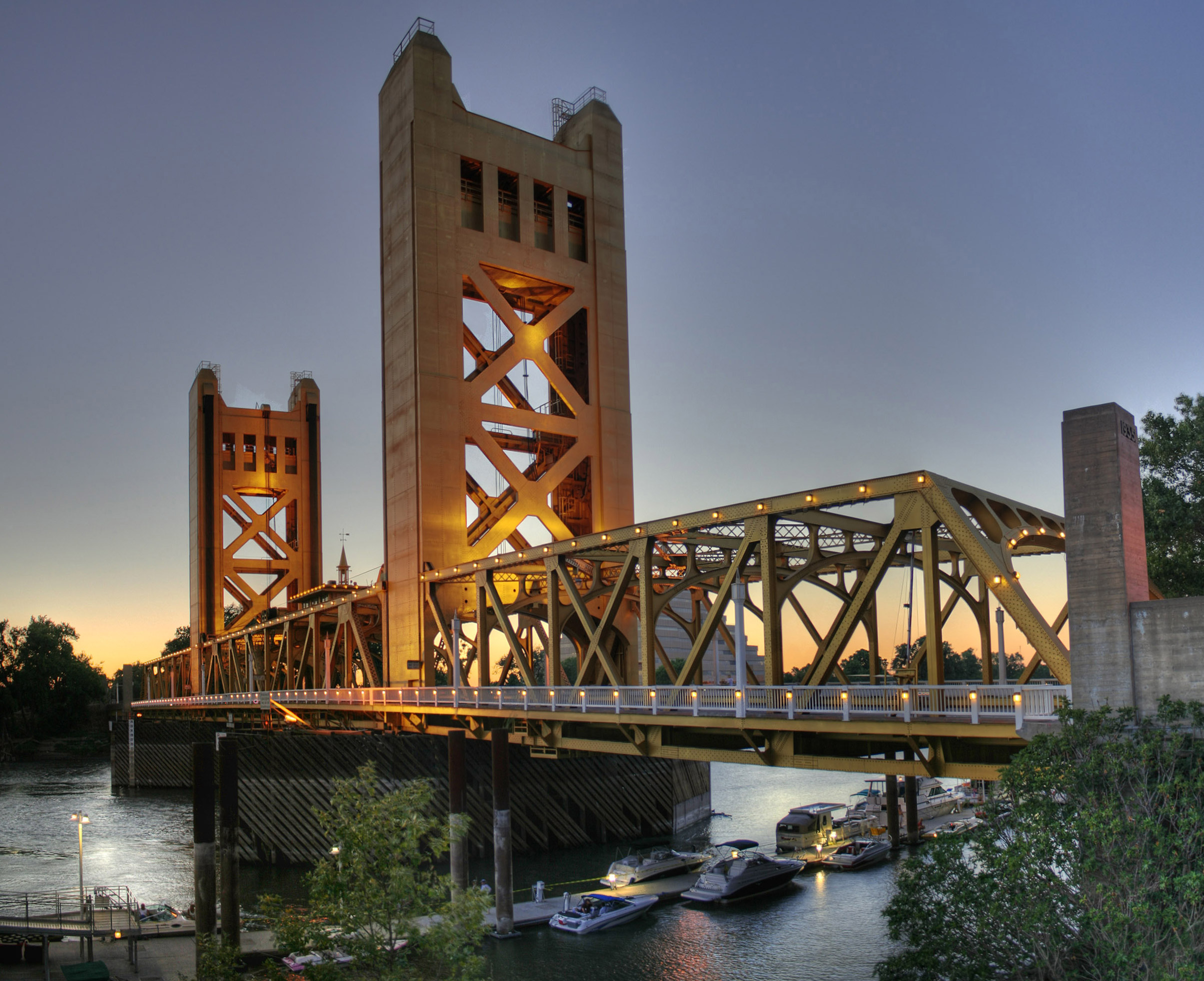
Il Tower Bridge, che connette Sacramento a West Sacramento, fu costruito nel 1935. Dal 1982, è stato nominato punto di interesse storico della California

Sacramento divenne un porto (79 miglia nautiche a nord-est di San Francisco) quando una scuna carica di ferro e acciaio attraccò al molo nel centro della città. Navi che trasportavano attrezzi e equipaggiamento minerario per Sacramento e le miniere d'oro circostanti permisero al porto fluviale di prosperare.
Il sindaco Paul Norboe, assistente ingegnere di stato per la California, vide il potenziale della città e nel 1916 espresse la necessità di un porto più profondo. Gli sforzi di Norboe convinsero lo Stato e la camera di commercio di Sacramento a fare uno studio di fattibilità per un porto e un canale con acque profonde. Alla fine della seconda guerra mondiale, William G. 'Bill' Stone (successivamente considerato il "padre del porto di Sacramento") convinse il genio militare dell'esercito statunitense a rivedere il progetto. Il nuovo studio propose un canale di 69 km che arrivasse fino al lago Washington nella contea di Yolo, in quella che ora è la città di West Sacramento. Il canale sarebbe partito dal fiume Sacramento vicino a Rio Vista.
Il Congresso degli Stati Uniti autorizzò il progetto di costruzione del porto di Sacramento nel luglio 1946, che fu firmato dal presidente Harry S. Truman. Roy Deary, presidente della camera di commercio di Sacramento, nominò un comitato organizzatore del distretto portuale, con riunioni tenute tra i rappresentanti della contea e della città. Il distretto portuale di Sacramento-Yolo fu creato nel 1947, la cerimonia inaugurale si tenne nel 1949.
La prima grande struttura di stoccaggio del porto fu un silo da 17600 m³ (successivamente aumentati a 30800 m³), che ricevette le prime consegne di farina nel 1950. Il 29 giugno 1963, davanti a cinquemila spettatori festanti, arrivò il vascello a motore Taipei Victory. La nave, battente bandiera della Cina nazionalista, verniciata a nuovo per l'occasione, venne caricata con 5.000 tonnellate di sacchi di riso per la Mitsui Trading Co. Sul ponte c'erano mille tonnellate di tronchi destinati all'isola di Okinawa, in Giappone. Fu la prima nave oceanica che attraccò a Sacramento dopo la nave a vapore Harpoon nel 1934.
L'attuale statuto della città, adottato dagli elettori nel 1920, stabilisce una forma di governo basata su consiglio cittadino e un city manager. La città di North Sacramento venne incorporata nel 1924 e fusa con quella di Sacramento nel 1964.

### Sacramento oggi
L'attuale sindaco è Darrell Steinberg. La città ospita due squadre professionistiche di pallacanestro, una maschile, i Sacramento Kings (NBA), e una femminile, i Sacramento Monarchs (WNBA). Inoltre ha sede anche una squadra di baseball delle leghe minori chiamata Sacramento Rivercats (affiliata agli Oakland Athletics).
La fiera di stato della California si tiene a Sacramento nelle ultime settimane estive, che termina nel Labor Day. Più di un milione di persone hanno visitato la fiera nel 2001.
Sacramento ospita anche la California State University, fondata con il nome di Sacramento State College nel 1947. Il Los Rios Community College District ospita diversi college biennali: American River College, Consumnes River College, Sacramento City College, più molti altri centri.
Il quotidiano principale è il Sacramento Bee, fondato nel 1857, il suo rivale Sacramento Union incominciò le pubblicazioni sei anni prima, nel 1851, e prima di chiudere i battenti nel 1994, era il più vecchio quotidiano a ovest del Mississippi. Lo scrittore Mark Twain lavorò per l'Union nel 1866.

## Cultura

### Media
Il quotidiano della città è il The Sacramento Bee, fondato nel 1857.

## Infrastrutture e trasporti
La città è servita dall'Aeroporto Internazionale di Sacramento e la stazione di Sacramento Valley è il principale scalo ferroviario. Essa è anche servita da una rete tranviaria con tre linee.

## Statistiche
Secondo il censimento del 2000 si contano 407 018 persone e 154.581 famiglie residenti nella città. La densità della popolazione è di 1.617,4/km² (4.189,2/mi²). Ci sono 163 957 unità abitative con una densità media di 651,5/km² (1.687,5/mi²). La composizione etnica della città è: 48,29% bianchi, 15,47% afroamericani, 1,30% americani nativi, 16,62% asiatici, 11,91% di altre etnie e 6,41% di due o più etnie. Il 21,61% della popolazione è latino-ispanica.
Ci sono 154.581 famiglie, delle quali il 30,2% ha bambini sotto i diciotto anni che vivono in casa, il 38,4% sono coppie sposate, il 15,4% ha un capofamiglia donna con marito non presente e il 41,0% sono non famiglie. Il 32,0% dei nuclei familiari è composto da singoli individui e il 9,2% è formato da ultrasessantacinquenni che vivono soli. La famiglia media è composta da 2,57 persone.
Nella città la distribuzione della popolazione è la seguente: 27,3% sotto i 18 anni, 10,4% dai 18 ai 24, 30,7% dai 25 ai 44, 20,2% dai 45 ai 64 e 11,4% dai 65 anni in su. L'età media è di 33 anni. Per ogni cento donne ci sono 94,5 uomini; per ogni cento donne dai 18 anni in su, ci sono 91 uomini.
Il reddito medio per una famiglia è di $37.049. Gli uomini hanno un reddito medio di $35.946 contro i $31.318 delle donne. Le entrate pro capite della città ammontano a $18.721. Il 20,0% della popolazione e il 15,3% delle famiglie sono sotto la soglia della povertà. Sul totale delle persone che vivono in povertà, il 29,5% sono sotto i 18 anni e il 9,0% sono dai 65 anni in su.

## Sport

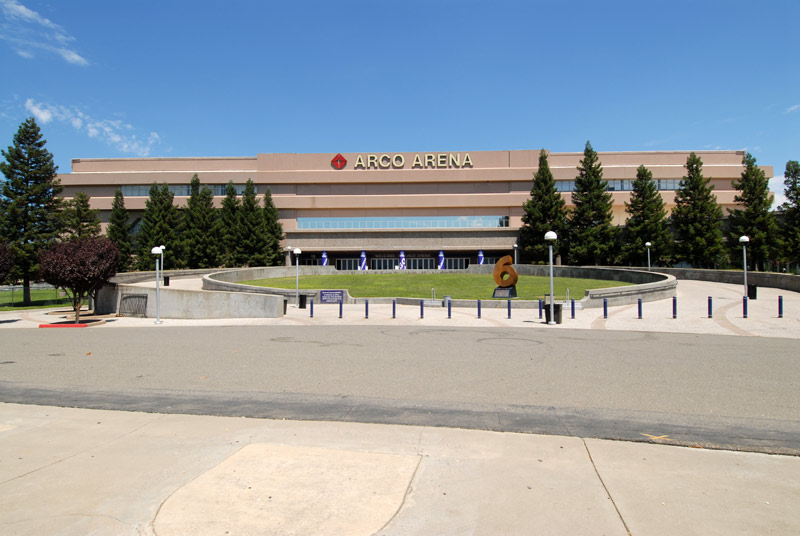
L'esterno della ARCO Arena.

Sacramento è rappresentata da tre formazioni nelle leghe professionistiche statunitensi:
- i Sacramento Kings (NBA - pallacanestro) che giocano al Golden 1 Center;
- i Sacramento River Cats (Pacific Coast League - Baseball) che giocano al Raley Field;
- i Sacramento Republic FC (USL- Calcio) al Heart Health Park.

## Amministrazione

### Gemellaggi
- Hamilton
- Jinan
- Liestal
- Manila
- Matsuyama
- Yongsan-gu
- Chișinău[1]
- Valencia, dal 1989[2]
- Betlemme, dal 2009[3]
- Ashkelon, dal 2012[3]